# Ħamrun Spartans FC
Ħamrun Spartans Football Club – maltański klub piłkarski z siedzibą w mieście Ħamrun.

## Osiągnięcia
- Mistrz Malty (11): 1913/14, 1917/18, 1946/47, 1982/83, 1986/87, 1987/88, 1990/91, 2020/21, 2022/23, 2023/24, 2024/25
- Wicemistrz Malty (11): 1911/12, 1912/13, 1914/15, 1918/19, 1919/20, 1947/48, 1948/49, 1949/50, 1951/52, 1984/85, 1992/93
- Puchar Malty (6): 1983, 1984, 1987, 1988, 1989, 1992
- Finał Pucharu Malty (3): 1946, 1969, 1995

## Historia
Ħamrun Spartans założony został w 1907 roku. W 1918 roku klub zmienił nazwę na Ħamrun United, jednak rok później powrócił do pierwotnej nazwy. W 1921 klub ponownie zmienił nazwę - tym razem na Ħamrun Lions i znów po roku powrócił do nazwy pierwotnej, która później już nie była zmieniana. Do dziś klub zdobył 11 tytułów mistrza Malty oraz 11-krotnie został wicemistrzem Malty. Za najwybitniejszego piłkarza w historii klubu uważany jest Stefan Sultana, który w swojej karierze zdobył 252 gole, w tym 225 dla Ħamrun Spartans. Do dziś jest on najlepszym strzelcem w historii Malty. W sezonie 2007/08 klub, po powrocie do pierwszej ligi, gra jako beniaminek.

### Piłkarze
- Peter Barnes
- Peter Hatch (1982-19??)
- John Linacre (1982-1983)
- Bobby Mitchell (1985-1986)
- Tony Morley
- Jimmy Rimmer (1986-1987)
- Carl Saunders
- Alex Azzopardi
- Roderick Bajada
- David Camilleri (1991-1999)
- Marco Grech
- Geatano Refalo
- Leo Refalo
- Kevin Sammut (2000-2001)
- Stefan Sultana (1983-1998)
- Raymond Vella
- Ivan Zammit
- Orazio Sorbello
- Daniel Dengaky
- Malcolm Robertson
- Paul Maddy (1986-1987)

## Europejskie puchary
Legenda do wszystkich tabel:
- Q – runda eliminacyjna, 1/16, 1/8, 1/4, 1/2 – odpowiednia faza rozgrywek, Grupa – runda grupowa, 1r gr – pierwsza runda grupowa, 2r gr – druga runda grupowa, F – finał, R – runda, PO – play-off
- k. – rzuty karne, los. – losowanie, Dogr. – dogrywka, w. – zasada bramek strzelonych na wyjeździe

### Puchar Zdobywców Pucharów
| Sezon   | Runda | Klub             | Dom | Wyjazd | Ogólnie |
| ------- | ----- | ---------------- | --- | ------ | ------- |
| 1984/85 | 1R    | Ballymena United | 2–1 | 1–0    | 3–1     |
| 1984/85 | 2R    | Dinamo Moskwa    | 0–1 | 0–5    | 0–6     |
| 1989/90 | 1R    | Real Valladolid  | 0–1 | 0–5    | 0–6     |
| 1992/93 | Q     | Maribor          | 2–1 | 0–4    | 2–5     |

### Puchar UEFA/Liga Europy
| Sezon   | Runda | Klub             | Dom | Wyjazd | Ogólnie |
| ------- | ----- | ---------------- | --- | ------ | ------- |
| 1985/86 | 1R    | Dinamo Tirana    | 4–0 | 0–1    | 4–1     |
| 1985/86 | 2R    | Sporting CP      | 1–0 | 0–2    | 1–2     |
| 2025/26 | 3Q    | Maccabi Tel Awiw | 1–2 | 1–3    | 2–5     |

### PEMK/Liga Mistrzów
| Sezon   | Runda | Klub             | Dom | Wyjazd | Ogólnie       |
| ------- | ----- | ---------------- | --- | ------ | ------------- |
| 1983/84 | 1R    | Dundee United    | 0–3 | 0–3    | 0–6           |
| 1987/88 | 1R    | Rapid Wiedeń     | 0–1 | 1–3    | 1–4           |
| 1988/89 | 1R    | KF Tirana        | 2–1 | 0–2    | 2–3           |
| 1991/92 | 1R    | SL Benfica       | 0–1 | 0–1    | 0–2           |
| 2023/24 | 1Q    | Maccabi Hajfa    | 0–4 | 1–2    | 1–6           |
| 2024/25 | 1Q    | Lincoln Red Imps | 0–1 | 1–0    | 1–1, k: 4–5   |
| 2025/26 | 1Q    | Žalgiris         | 2–0 | 0–2    | 2–2, k: 11–10 |
| 2025/26 | 2Q    | Dynamo Kijów     | 0–3 | 0–3    | 0–6           |

### Liga Konferencji Europy/Liga Konferencji
| Sezon   | Runda | Klub             | Dom | Wyjazd | Ogólnie     |
| ------- | ----- | ---------------- | --- | ------ | ----------- |
| 2022/23 | 1Q    | Alaszkert Erywań | 4–1 | 0–1    | 4–2         |
| 2022/23 | 2Q    | Velež Mostar     | 1–0 | 1–0    | 2–0         |
| 2022/23 | 3Q    | Lewski Sofia     | 0–1 | 2–1    | 2–2, k: 4–1 |
| 2022/23 | PO    | FK Partizan      | 3–3 | 1–4    | 4–7         |
| 2023/24 | 2Q    | Dinamo Tbilisi   | 2–1 | 1–0    | 3–1         |
| 2023/24 | 3Q    | Ferencváros      | 1–6 | 1–2    | 2–8         |
| 2024/25 | 2Q    | Ballkani         | 0–2 | 0–0    | 0–2         |
| 2026/26 | PO    | FK RFS           | –   | –      | –           |